# Фарберов, Наум Павлович
Нау́м Па́влович Фа́рберов (21 ноября 1909, Шерстин, Ветковский район, Гомельская область — 26 февраля 1991, Москва) — советский учёный-правовед, доктор юридических наук (1949), профессор (1950), заслуженный деятель науки РСФСР (1970). Подполковник юстиции.

## Биография
Родился в местечке Шерстин в семье Пинхуса Лейбовича и Баси Моисеевны Фарберовых. Окончил Институт советского строительства при ВЦИК (1934). Во время учёбы в институте, вёл педагогическую работу на рабфаке имени Покровского. После окончания института работал в должности инструктора-методиста (до 1938) на заочных курсах советского строительства при ВЦИК.
В 1941 году окончил аспирантуру Юридического института Прокуратуры СССР. Обучаясь в аспирантуре, одновременно преподавал на военно-юридическом факультете Всесоюзной Правовой академии.
В 1941—1952 годах — преподаватель, старший преподаватель, доцент, начальник кафедры государственного и международного права Военно-Юридической академии.
В 1944—1952 годах — старший научный сотрудник Всесоюзного института юридических наук. Преподавал также в Высшей дипломатической школе, Высшей партийной школе при ЦК ВКП(б), Институте международных отношений.
В 1953—1956 годах — профессор кафедры теории и истории государства и права Иркутского университета.
С 1964 года — заведующий сектором теории социалистического государства и права Института государства и права АН СССР.
Автор статей в журналах «Большевик», «Советское государство и право», «Новое время», «Пропагандист и агитатор Советской Армии».
Принимал участие в разработке важных законопроектов, входил в состав рабочих групп по разработке Конституции СССР 1977 года и Конституции РСФСР 1978 года. Один из организаторов, руководителей, один из авторов и редакторов многотомного издания «Марксистско-ленинская общая теория государства и права» и книги «Закономерности развития социалистического государства».

## Основные работы
- «Иностранное государственное право»
- «Государственное право стран народной демократии»
- «Советское государственное право» (в соавторстве)
- «Всеобщая история государства и права» (в соавт.)
- «Государственное право зарубежных социалистических стран» (1957)
- «Программа КПСС о социалистическом государстве» (1962)
- «Государство и демократия в период строительства коммунизма» (1968)
- Байтин М. И., Фарберов Н. П. Социалистическое государство. Марксистско-ленинская общая теория государства и права. — М.: Юридическая литература, 1972. — 558 с.
- «Советское государственное право и советское строительство» (1974)
- «От ленинских декретов к конституции общенародного государства» (1978)
- «Государственное право СССР и советское строительство» (1986)